# 무겐 (미즈키 나나의 노래)
〈무겐〉(夢幻, 몽환)은 미즈키 나나의 20집 싱글이다. 2009년 10월 28일에 발매되었다.